# Eficiencia hídrica
La conservación del agua o eficiencia hídrica hace referencia a la reducción del uso del agua.
Los objetivos de la eficiencia hídrica incluyen:

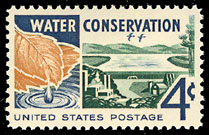
Sello dedicado a la Eficiencia Hídrica. Estados Unidos. 1960.

- Sostenibilidad. Para asegurar la disponibilidad para futura generaciones, el reintegro de agua desde el ecosistema no debería exceder su tasa de reemplazo natural.
- Conservación de la energía. El bombeo de agua, el reparto y el tratamiento consumen una considerable cantidad de energía.[1]
- Conservación del hábitat. Minimizar el uso de agua para las necesidades de la humanidad y priorizar los usos para preservar hábitats con gran presencia de agua para la vida animal y el flujo migratorio, así como la reducción de la necesidad de construcción de nuevas presas y otras infraestructuras.

## En casa
La tecnología de ahorro de agua en casa incluye:
- Duchas de bajo flujo. Reducen también el consumo de energía, debido al menor uso de agua caliente.
- Inodoros de bajo flujo , de compostaje y baños secos. Pueden tener un gran impacto en el mundo desarrollado debido a la gran cantidad de agua que utilizan las cisternas actuales.
- Oxigenadores. Rompen el flujo de agua incluyendo pequeñas gotas para mantener la eficacia de la humedad utilizando menos agua. Además, reducen las salpicaduras mientras se lavan los platos.
- Reutilizadores de agua. Lo que incluye la gestión de aguas grises, llevando aguas del lavabo y bañera hacia un depósito en el jardín y el reciclaje de aguas mediante plantas de tratamiento a pequeña escala.
- Recogida del agua que cae sobre el tejado de la vivienda.
- Limpieza en seco del automóvil.

## Agricultura

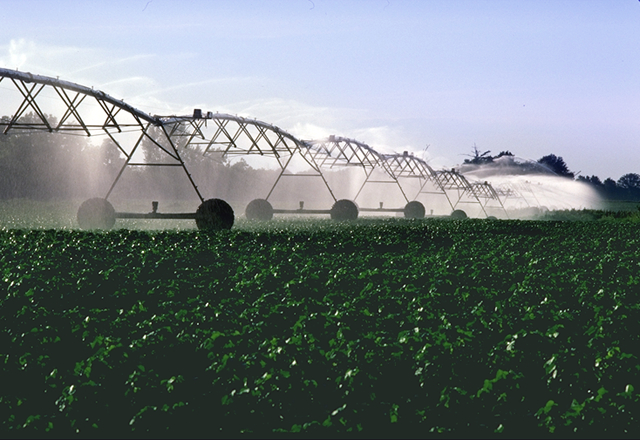
Regadío en pivote.

Para el regadío, la eficiencia hídrica significa minimizar las pérdidas debido a la evaporación o escorrentía. Se puede utilizar un tanque evaporimétrico para determinar cuanta agua se necesita para regar una tierra. El regadío a manta, el tipo más común y tradicional suele ser muy poco eficiente ya que unas partes del terreno se inundan y otras quedan secas. El regadío por pivote, utilizando un pivote central o aspersores laterales, aporta una distribución mucho más controlada y homogénea, aunque en ocasiones de extrema sequedad, se pierde una parte del agua por evaporación. El riego por goteo es la forma más cara y menos utilizada, pero ofrece los mejores resultados en cuanto al reparto y la llegada a la raíz de las planzas con unas pérdidas mínimas.
Ya que el cambio de sistema de regadío puede ser algo costoso, los esfuerzos en conservación se suelen concentrar en maximizar la eficiencia de los sistemas existentes. Esto incluye arar los suelos compactos, crear surcos para prevenir la escorrentía y utilizar mezclas de tierra y sensores de lluvia para optimizar los horarios de irrigación.
Algunos parámetros que miden la eficiencia del riego son:

### Uniformidad de distribución
La Uniformidad de distribución (DU) refleja la uniformidad en que el agua es distribuida en una parcela. Se define como:
{\displaystyle DU=100.{\frac {Z_{25}}{Z_{media}}}}
donde:
{\displaystyle Z_{25}} es la lámina media infiltrada (mm) en la cuarta parte del área que recibe menos agua y
{\displaystyle Z_{media}} es la lámina media infiltrada en toda la parcela.

### Coeficiente de uniformidad
El Coeficiente de uniformidad (%) (CU) se calcula como:
{\displaystyle CU=100.{\frac {\sum _{i=1}^{n}{(Z_{i}-Z_{media})}}{n.Z_{media}}}}
donde:
{\displaystyle Z_{i}} es la lámina infiltrada en cada punto (mm),
{\displaystyle Z_{media}} es la lámina media infiltrada en toda la parcela (mm) y
{\displaystyle n} es el número de puntos de medida.

### Eficiencia de aplicación
La Eficiencia de aplicación (ea) es un concepto ampliamente utilizado y que se define como la relación entre la lámina de agua que queda almacenada en el suelo, en elespacio radicular, y que, por lo tanto está disponible para el cultivo, y la lámina total aplicada en el riego.
Algunos autores definen la eficiencia con base en la situación del cuarto menos regado de la parcela, según la relación:
{\displaystyle ea=100.{\frac {Z_{r}.l_{q}}{D}}}
donde:
{\displaystyle ea} es la eficiencia de aplicación (%),
{\displaystyle Z_{r}.l_{q}} es la cantidad media añadida a la reserva de agua del suelo en la zona radicular (mm) en el cuarto menor de la parcela
{\displaystyle D} es la dosis bruta (mm) aplicada.
Algunos autores concluyen que la uniformidad de distribución (du) funciona como el indicador que caracteriza al sistema, mientras que la eficiencia
de aplicación (ea) caracteriza la gestión del mismo en dependencia de las limitaciones impuestas por el sistema.